# Петър Хаджириндов
Петър Христов Хаджириндов (изписване до 1945 година: Петъръ хаджи Риндовъ) е български публицист и общественик от Македония.

## Биография

### В Македония
Петър Хаджириндов е роден на 22 юни 1879 година в град Енидже Вардар, тогава в Османската империя, днес в Гърция, в семейството на униатите хаджи Христо Петров Стафидов (Хаджи Риндо, 1849 – 1925) и Екатерина Дуванджиева (? – 1921). Брат е на Кочо Хаджириндов.
През юни 1901 година Петър Хаджириндов завършва VII клас на Битолската българска класическа гимназия. Става учител, като същевременно се занимава и с революционна дейност като член на ВМОРО. Член е на Ениджевардарския революционен комитет заедно с Томо Тушиянов, Миле Попхристов, Георги Харизанов, Георги Попхристов и Димитър Карабашев. Петър Хаджириндов е разкрит от османските власти и е заместен след това от Михаил Каяфов. За известно време се укрива като секретар в четата на Лука Иванов.
В 1903 година се жени за Екатерина Христова Сандъкчиева. След разгрома на Илинденско-Преображенското въстание през лятото на 1903 година, Хаджириндов се установява със семейството си в Солун. След Младотурската революция от 1908 година, е назначен за учител в Енидже Вардар. Хаджириндов е сред учредителите на Народната федеративна партия (българска секция). На следната 1909 година е сред учредителите на Съюза на българските учители в Отоманската империя.
След промяната на политиката на младотурското правителство към ликвидиране на националните организации и налагане на османизма, Петър Хаджириндов е преследван от властите. Вестник „Дебърски глас“ пише: „На 10 май 1910 година в Енидже Вардар са арестувани градските учители Петър Хаджириндов, Григор Гешев и 6 граждани и са обвинени в революционна дейност, но по-късно обвиненията са свалени. Освободен е след голям подкуп даден от богатия му баща. Заедно с жена си Екатерина и двете си деца Димитър (1907, Солун – 1977, Пловдив) и Благородна (1909, Енидже Вардар – 2003) бяга в Свободна България.

### В Свободна България
Установява се във Видрар, Трънско, където една година е учител.
При избухването на Балканската война в 1912 година е доброволец в Македоно-одринското опълчение. Първо е в четата на Тодор Александров, а сетне в нестроевата рота на 10 прилепска дружина.
Работи като учител в Очуша, след това в Узункърово, където в 1914 година се ражда синът му Тихомир (1914 – 1967), и в Клементиново, Пловдивско.
От 1918 година Петър Хаджириндов е училищен инспектор в Пловдив. При кметуването на Панайот Костов, македонски българин от Костурско, Хаджириндов издейства оземляване на македонските бежанци в квартала Кючук Париж.
Хаджириндов участва активно в дейността на македонската емиграция в България. През март 1922 година в Пловдив се включва в новоучреденото Федералистко дружество, прибрало в своите среди останките от старото Временно представителство на обединената бивша Вътрешна революционна организация. Пише дописки за вестник „Македонско съзнание“. Участва по-късно и в левичарската Македонска федеративна емигрантска организация (МФЕО). Участва като делегат от Пловдивското македонско братство в обединителния конгрес на Македонската федеративна организация и Съюза на македонските емигрантски организации от януари 1923 година. На 10 юли 1923 година е избран в Управителния съвет на новоучреденотоа Благотворително дружество на македонската емиграция „Гоце Делчев“ с председател Петър Ацев. През същата 1923 година Хаджириндов издава книгата си „Пътя за независимостта на Македония и умиротворение на Балканите“.
Умира в 1937 година в Пловдив.